# Syd Howe
Pour les articles homonymes, voir Howe.
Temple de la renommée : 1965
Sydney Harris Howe, dit Syd Howe, (né le 18 septembre 1911 à Ottawa au Canada - mort le 20 mai 1976) est un joueur de hockey sur glace ayant fait l'essentiel de sa carrière aux Red Wings de Détroit. Bien qu'ils portent le même nom de famille, Syd et Gordie Howe n'ont aucun lien de parenté.

## Carrière
Il commence sa carrière en 1929 avec la première édition des Sénateurs d'Ottawa. Syd Howe marque les années 1930 et 1940 avec son style de jeu et ses résultats tant collectifs que personnels. Il remporte avec les Red Wings de Détroit trois coupes Stanley en 1936, 1937 et 1943. Il termine sa carrière en 1947 chez les Sénateurs d'Ottawa de la Ligue de hockey senior du Québec.
Il est intronisé au temple de la renommée du hockey en 1965.

## Statistiques
| Saison     | Équipe                  | Ligue      |     | Saison régulière | Saison régulière | Saison régulière | Saison régulière | Saison régulière |    | Séries éliminatoires | Séries éliminatoires | Séries éliminatoires | Séries éliminatoires | Séries éliminatoires |
| Saison     | Équipe                  | Ligue      | PJ  | B                | A                | Pts              | Pun              | PJ               | B  | A                    | Pts                  | Pun                  |                      |                      |
| 1929-1930  | Sénateurs d'Ottawa      | LNH        | 14  | 1                | 1                | 2                | 0                | 2                | 0  | 0                    | 0                    | 0                    |                      |                      |
| 1930-1931  | Quakers de Philadelphie | LNH        | 44  | 9                | 11               | 20               | 20               |                  |    |                      |                      |                      |                      |                      |
| 1931-1932  | Maple Leafs de Toronto  | LNH        | 3   | 0                | 0                | 0                | 0                |                  |    |                      |                      |                      |                      |                      |
| 1931-1932  | Stars de Syracuse       | LIH        | 0   | 9                | 12               | 21               | 44               |                  |    |                      |                      |                      |                      |                      |
| 1932-1933  | Sénateurs d'Ottawa      | LNH        | 48  | 12               | 12               | 24               | 17               |                  |    |                      |                      |                      |                      |                      |
| 1933-1934  | Sénateurs d'Ottawa      | LNH        | 41  | 13               | 7                | 20               | 18               |                  |    |                      |                      |                      |                      |                      |
| 1934-1935  | Eagles de Saint-Louis   | LNH        | 36  | 14               | 13               | 27               | 23               |                  |    |                      |                      |                      |                      |                      |
| 1934-1935  | Red Wings de Détroit    | LNH        | 14  | 8                | 12               | 20               | 11               |                  |    |                      |                      |                      |                      |                      |
| 1935-1936  | Red Wings de Détroit    | LNH        | 48  | 16               | 14               | 30               | 26               | 7                | 3  | 3                    | 6                    | 2                    |                      |                      |
| 1936-1937  | Red Wings de Détroit    | LNH        | 42  | 17               | 10               | 27               | 10               | 10               | 2  | 5                    | 7                    | 0                    |                      |                      |
| 1937-1938  | Red Wings de Détroit    | LNH        | 47  | 8                | 19               | 27               | 14               |                  |    |                      |                      |                      |                      |                      |
| 1938-1939  | Red Wings de Détroit    | LNH        | 48  | 16               | 20               | 36               | 11               | 6                | 3  | 1                    | 4                    | 4                    |                      |                      |
| 1939-1940  | Red Wings de Détroit    | LNH        | 48  | 14               | 23               | 37               | 17               | 5                | 2  | 2                    | 4                    | 2                    |                      |                      |
| 1940-1941  | Red Wings de Détroit    | LNH        | 48  | 20               | 24               | 44               | 8                | 9                | 1  | 7                    | 8                    | 0                    |                      |                      |
| 1941-1942  | Red Wings de Détroit    | LNH        | 48  | 16               | 19               | 35               | 6                | 12               | 3  | 5                    | 8                    | 0                    |                      |                      |
| 1942-1943  | Red Wings de Détroit    | LNH        | 50  | 20               | 35               | 55               | 10               | 7                | 1  | 2                    | 3                    | 0                    |                      |                      |
| 1943-1944  | Red Wings de Détroit    | LNH        | 46  | 32               | 28               | 60               | 6                | 5                | 2  | 2                    | 4                    | 0                    |                      |                      |
| 1944-1945  | Red Wings de Détroit    | LNH        | 46  | 17               | 36               | 53               | 6                | 7                | 0  | 0                    | 0                    | 2                    |                      |                      |
| 1945-1946  | Capitals d'Indianapolis | LAH        | 14  | 6                | 11               | 17               | 0                |                  |    |                      |                      |                      |                      |                      |
| 1945-1946  | Red Wings de Détroit    | LNH        | 26  | 4                | 7                | 11               | 9                |                  |    |                      |                      |                      |                      |                      |
| 1946-1947  | Sénateurs d'Ottawa      | LHSQ       | 24  | 19               | 21               | 40               | 4                | 11               | 2  | 1                    | 3                    | 0                    |                      |                      |
| Totaux LNH | Totaux LNH              | Totaux LNH | 697 | 237              | 291              | 528              | 212              | 70               | 17 | 27                   | 44                   | 10                   |                      |                      |

## Récompenses
- 1936 : champion de la Coupe Stanley
- 1937 : champion de la Coupe Stanley
- 1943 : champion de la Coupe Stanley
- 1965 : admis au Temple de la renommée du hockey